# L'Aniversari d'Astèrix i Obèlix. El llibre d'or
L'Aniversari d'Astèrix i Obèlix. El llibre d'or (francès: L'Anniversaire d'Astérix et Obélix - Le Livre d'or) és el trenta-quatrè àlbum de la sèrie Astèrix el gal, publicat el 22 d'octubre de 2009, amb guió i dibuix d'Albert Uderzo.
Porta dos prefacis, un d'Albert Uderzo i l'altre d'Anne Goscinny. L'àlbum celebra els 50 anys de la creació de la sèrie.

## Resum
La narració imagina la història 50 anys després, que comença, doncs, l'any 1, on descobrim el poble gal poblat pels mateixos habitants de 50 anys més. Alguns artesans, comerciants o guerrers com Esautomàtix, Copdegarròtix, Ordralfabètix, Edatdepètrix, Assegurançatòrix i Astèrix estan envoltats dels seus fills i fins i tot d'alguns dels seus néts. Però aquesta idea de fer envellir els personatges és, en definitiva, molt dolenta, ja que Obèlix ho fa conèixer donant una bufetada a l'autor Albert Uderzo, qui ha anat a visitar-los en un entorn anacrònic. Aquest últim decideix corregir el seu error i se'n va.
Enrere l'any 50 aC., en aquest mateix poble, mentre Astèrix i Obèlix anaven al bosc a caçar senglars, els vilatans preparen l'aniversari dels dos gals que van néixer el mateix dia. Convidats per Copdegarròtix per sorprendre'ls, arriben al poble molts amics i s'organitzen amb els habitants.
La jove muller d'Edatdepètrix té la idea de dissenyar roba per a Obélix. El carter Pneumàtix porta correu de Farbalà, que el dia abans va fer que Obèlix volgués aprendre finalment a llegir, i missatges de l'arquitecte egipci Numerobis i fins i tot dels pirates. Edatdepètrix, gelós, descobreix que estem fent una mica massa. El mercader fenici Nothicansis oferirà als dos gals La Guia Trolebus des voyages. El bard Assegurançatòrix té previst oferir partitures i organitzar un gran concurs-espectacle per a bards.
Mentrestant, les dames del poble i els convidats discuteixen la inexistent vida matrimonial d'Astèrix i Obèlix. L'arquitecte romà Semblangropius detalla el seu projecte arquitectònic per celebrar els gals: un parc d'atraccions. El druida belga Septantesix els oferirà pocions amb efectes còmics.
Eleonoradus, director del Teatre de Condate, s'imagina en canvi posar en escena les aventures dels dos gals. L'endeví Pròlix avança que se celebraran a través d'un museu on ells i els vilatans estaran representats amb pintures, escultures i obres d'art.
Mentrestant, la galera de la reina d'Egipte Cleòpatra, acompanyada de Juli Cèsar, s'acosta a la costa armoricana. Però Cèsar, reticent a haver de celebrar l'aniversari dels seus enemics, convoca el seu farmacèutic Coleramorbus perquè prepari vi enverinat amb oli de ricí per oferir-lo als gals. Encarregà als quatre centurions (Faipalgugus, Tohubohus, Mordicus i Cumulonimbus) dels campaments que envolten el poble gal que portin aquest vi. Però Panoràmix, que els acull, sent el parany i els fa un tastet: llavors fugen cap a les latrines, mentre César i Cleòpatra arriben al poble.
Astèrix i Obèlix tornen de caça, els convidats els sorprenen amb la seva presència i celebren l'aniversari dels dos gals a la plaça del poble.

## Anàlisi

### Disseny
Mai hi ha hagut tants personatges en un àlbum d'Astèrix (més de 80): a més dels personatges sense nom, individus que acaben de trobar-se o oblidats i figurants (dones legionàries, presoneres borratxos, nens del poble, gallina enamorada del casc de Copdegarròtix, etc.), curiosament hi són presents antics vilans (inclosos diversos centurions i legionaris notables, i el mateix Juli Cèsar) i traïdors gals (Lentix, Pròlix, Acidenitrix, etc.) per celebrar l'aniversari de dos gals que no significaven res per a ells o fins i tot eren els seus enemics, en particular alguns de l'última pàgina. Els personatges i els temes que ens trobem (pintures, llocs, objectes, escenes, etc.) constitueixen així un revolt d'elements creant una mena de best of dels 33 àlbums anteriors.
Aquest àlbum reutilitza en gran part dibuixos de material publicitari o publicacions auxiliars de la sèrie. També s'utilitzen esbossos d'àlbums anteriors o dibuixos d'estudi de la pel·lícula Els dotze treballs d'Astèrix (l'estudi de les proporcions dels personatges). Alguns dibuixos daten, doncs, dels anys 60 i 70. Els dibuixos més recents no són d'Uderzo, en particular els pastitxes de pintures, realitzats en colors directes pels seus ajudants.
Mai nomenat expressament als 33 àlbums anteriors (tot i que fa temps que coneixem el seu nom), el capità dels pirates finalment té un nom: Barba-Roja
Exceptuant les esposes, els fills i els possibles néts d'Astèrix i Obèlix imaginats per l'autor i per la resta de personatges, Coleramorbus, el farmacèutic de Cèsar, és l'únic personatge inèdit del disc.
A l'últim plat, Caius Veratolluç, antic centurió del camp de Petibonum que es veu a l'àlbum L'endeví, està representat dues vegades: una vegada com un centurió colpejant l'endeví Pròlix, i una altra com un legionari degradat escombrant sota la supervisió del seu optione.
A banda de les petites històries de l'àlbum L'Astèrix mai vist, és la primera vegada que un àlbum no acaba amb un banquet, encara que endevinem que n'hi haurà un per celebrar l'aniversari d'Astèrix i Obèlix.

### Obres caricaturitzades
- Pàgina 17 : L'home de Vitruvi, dibuix de Leonardo da Vinci, aquí representat per Obèlix .
- Pàgina 26 : Abbey Road, àlbum dels Beatles, aquí representat per Assegurançantòrix.
- Pàgina 28 : Le Parisien, un diari regional francès, és modificat a Le Lutécien per anunciar el matrimoni d'Astèrix .
- Pàgina 30 : La Gioconda, un quadre de Leonardo da Vinci, ací representa Falbalà.
- Pàgina 42 : El Pensador, escultura d'Auguste Rodin, és representat per Obélix.
- Pàgina 43 : La llibertat guiant el poble, pintura d'Eugène Delacroix, es desvia per representar Karabella, Astèrix, Obèlix, Esautomàtix i Copegarròtix.
- Pàgina 44 : El Díptic de Marilyn, serigrafía d'Andy Warhol representant Juli Cèsar
- Pàgina 45 : El crit, una pintura d'Edvard Munch, representat per Baba
- Pàgina 46 : L'home desesperat, pintura de Gustave Courbet, on apareix Gudurix .
- Pàgina 47 : Vertumne, pintura de Giuseppe Arcimboldo, on apareix Astèrix.
- Pàgina 48 : Olympia, un quadre d'Édouard Manet, on apareix Cleòpatra.
- Pàgina 49 : Napoleó travessant els Alps, pintura de Jacques-Louis David, on apareix Juli Cèsar.

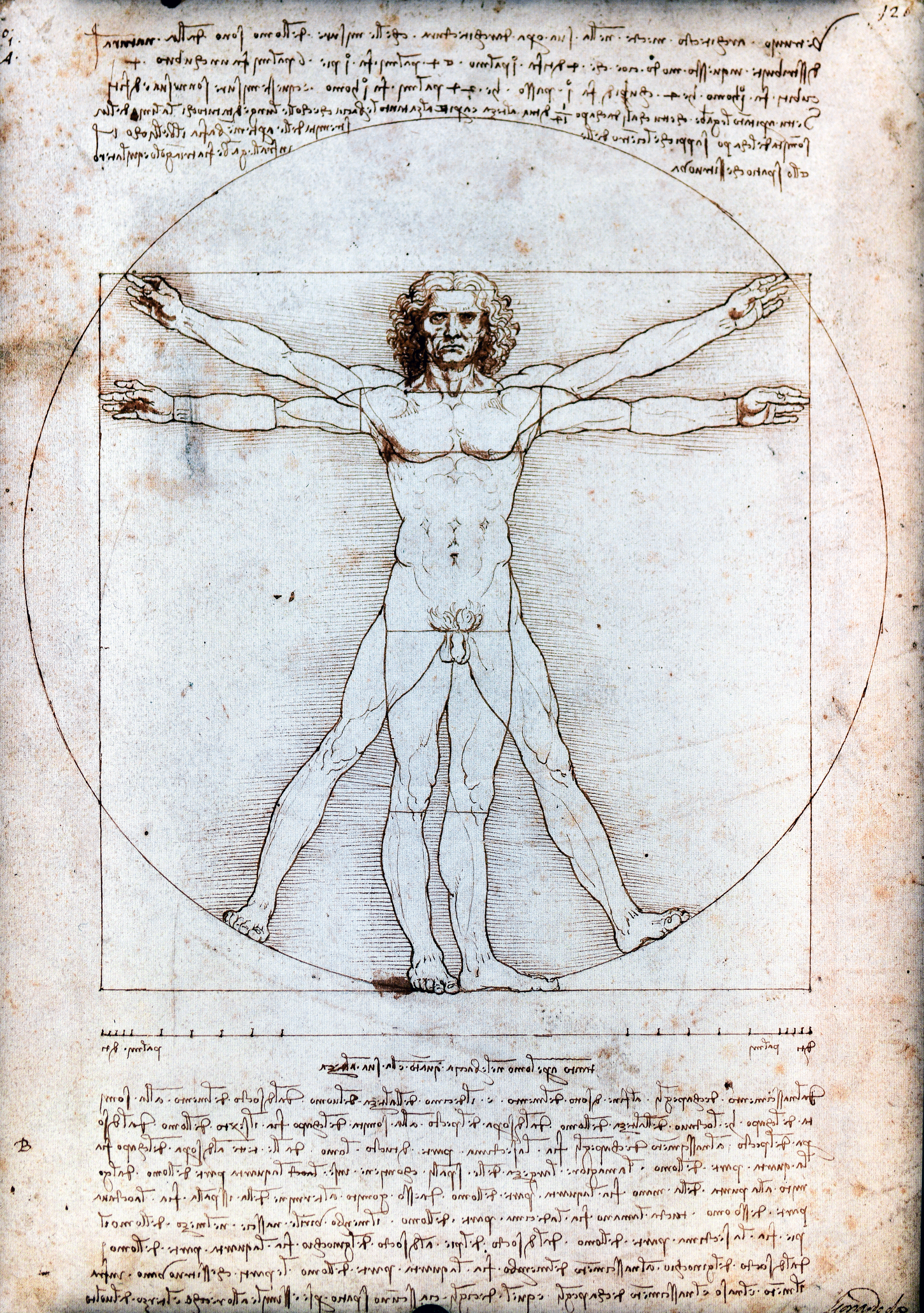
Home de Vitruvi, de Leonardo da Vinci.
Le Parisien
La Gioconda, pintura de Leonardo da Vinci.
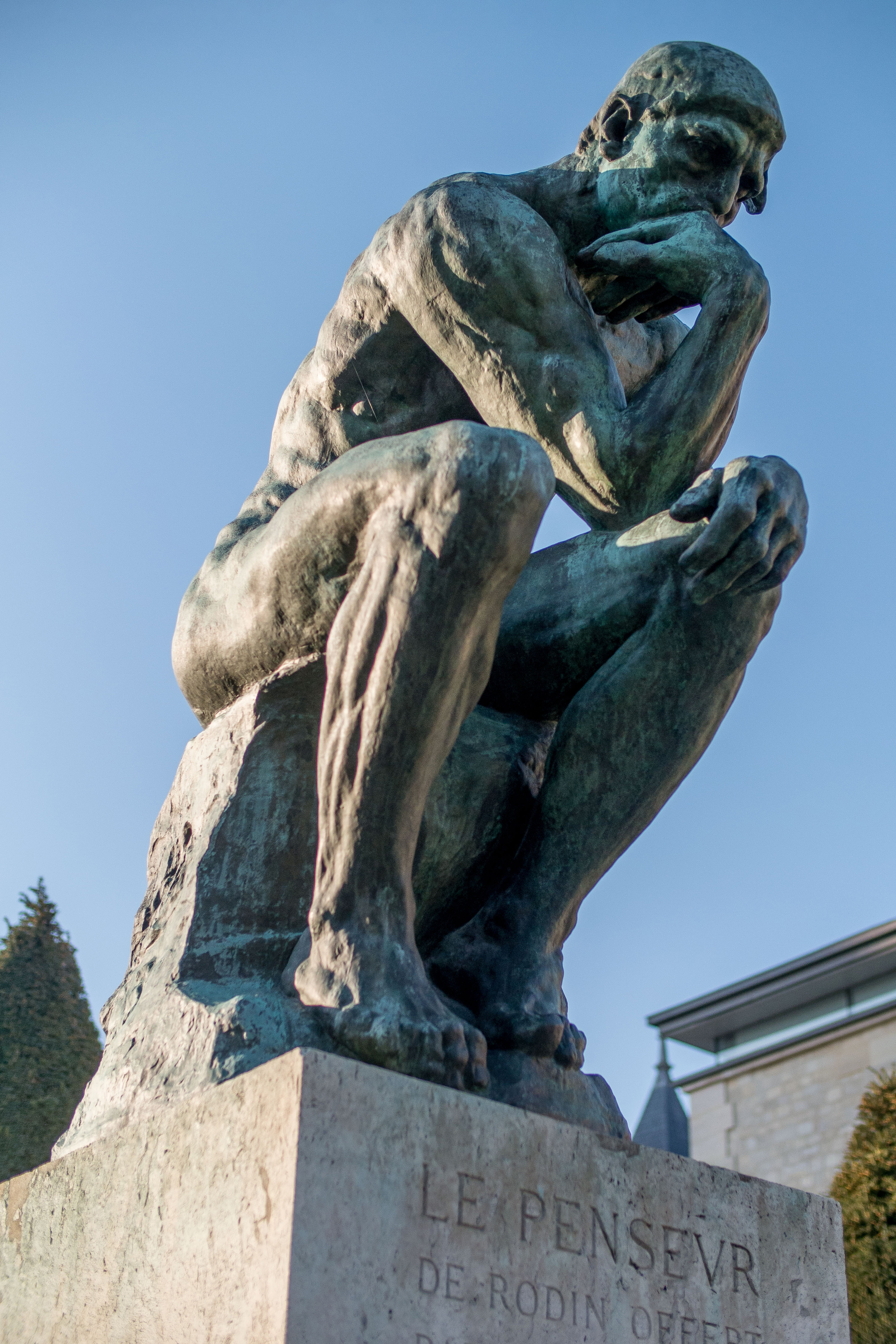
El Pensador, escultura d'Auguste Rodin
La llibertat guiant el poble, pintura d'Eugène Delacroix.
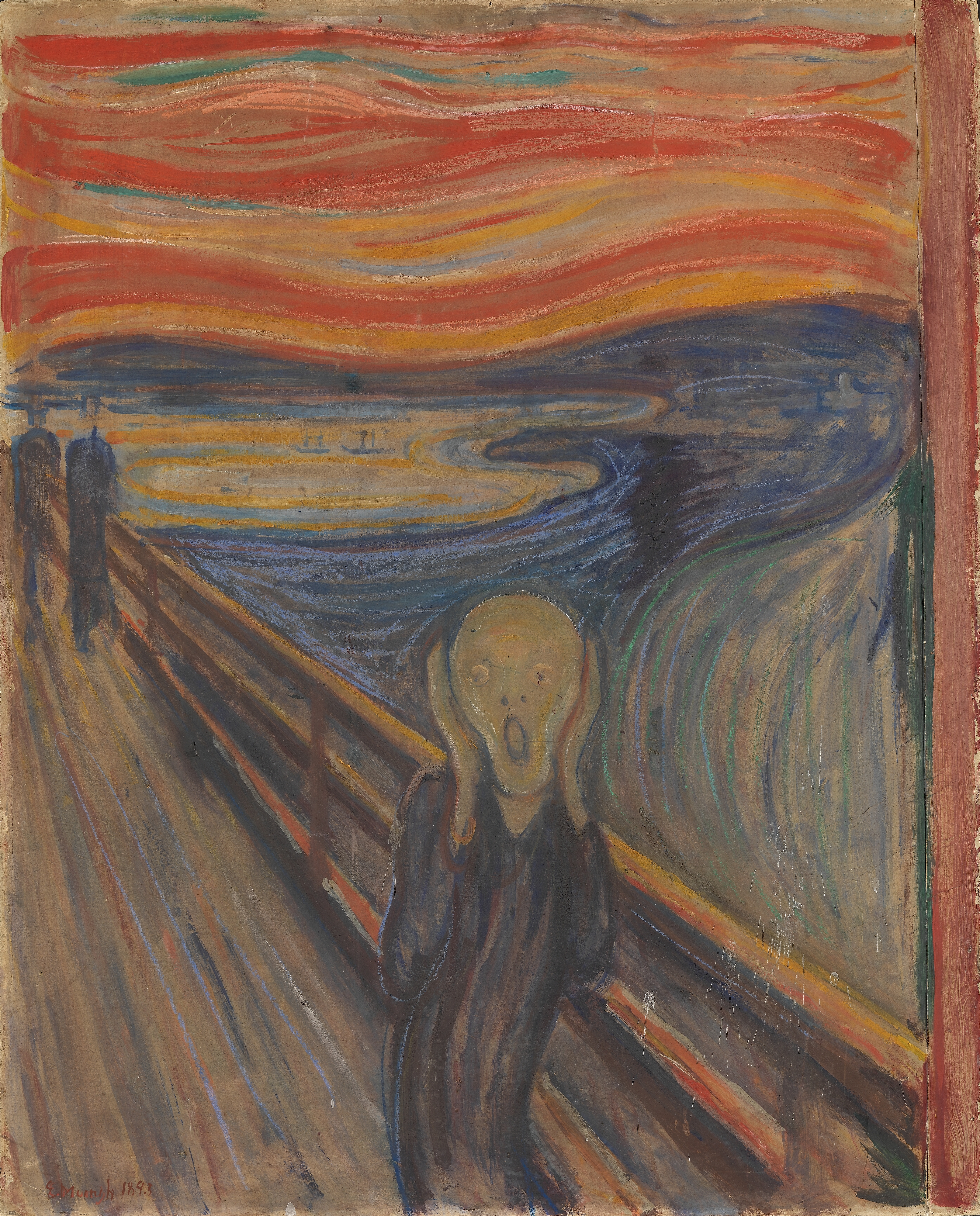
El crit, pintura d'Edvard Munch.
L'home desesperat, pintura de Gustave Courbet.
Vertumne, pintura de Giuseppe Arcimboldo.
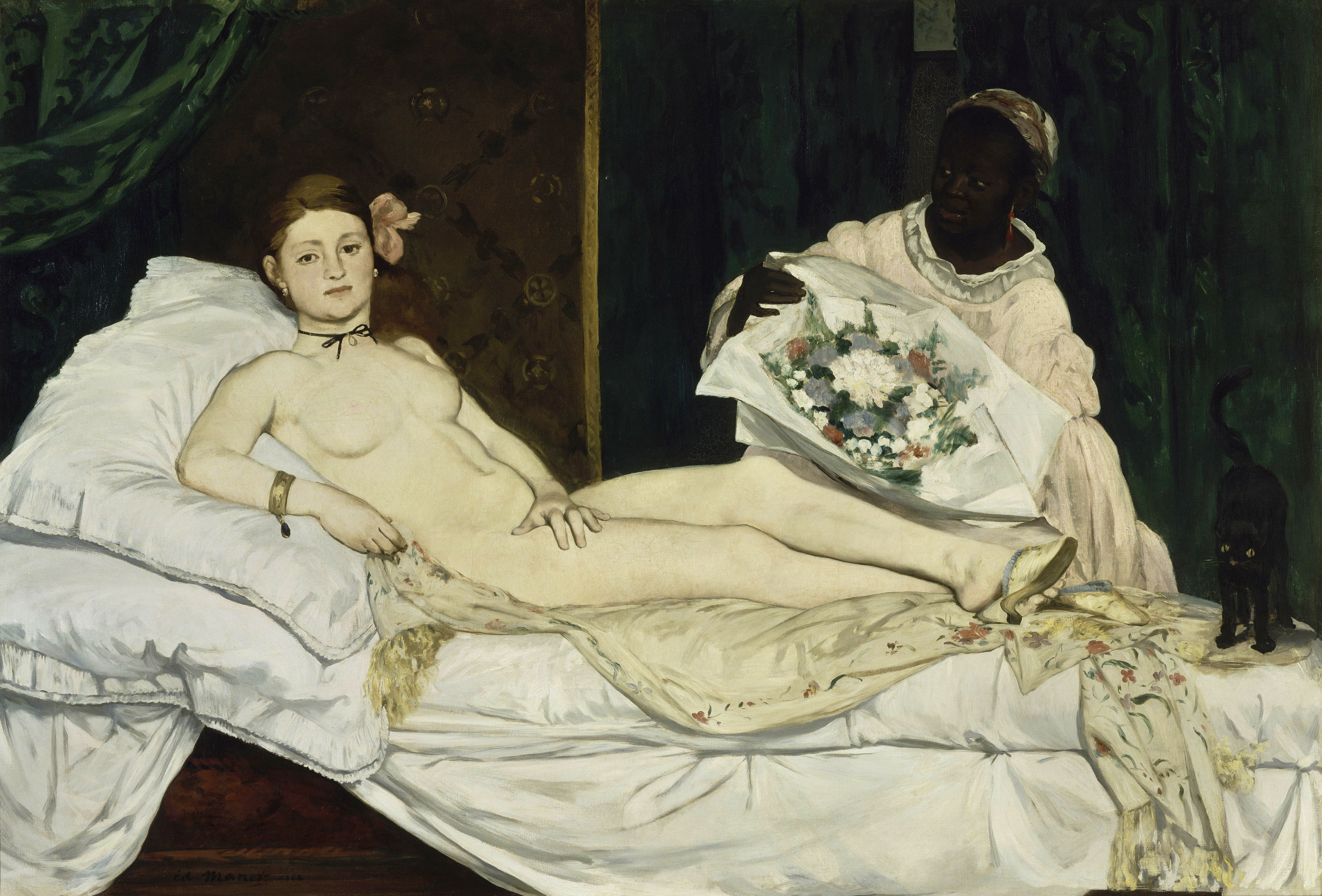
Olympia, pintura d'Édouard Manet.
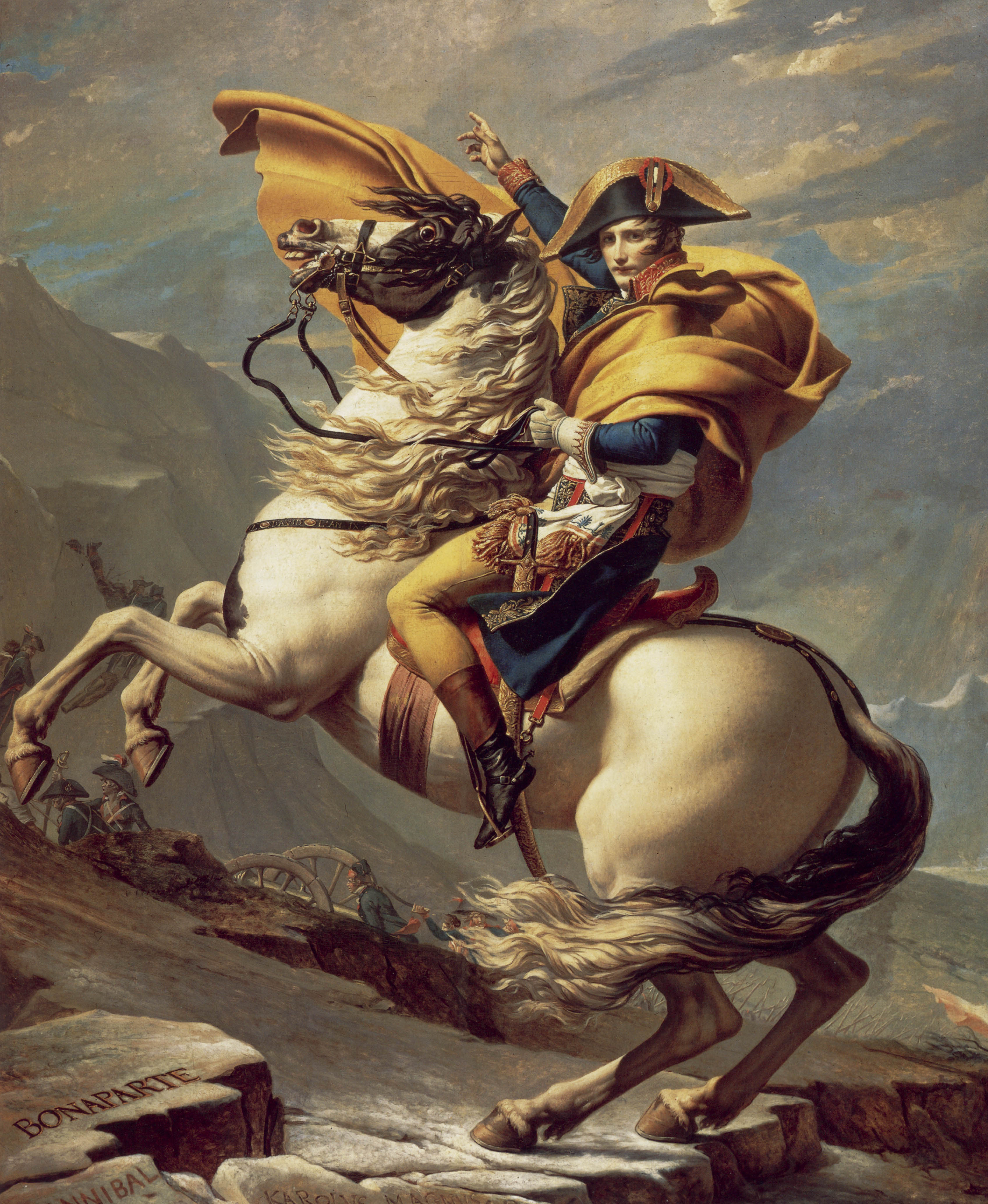
Napoleó travessant els Alps, pintura de Jacques-Louis David.

## Acollida

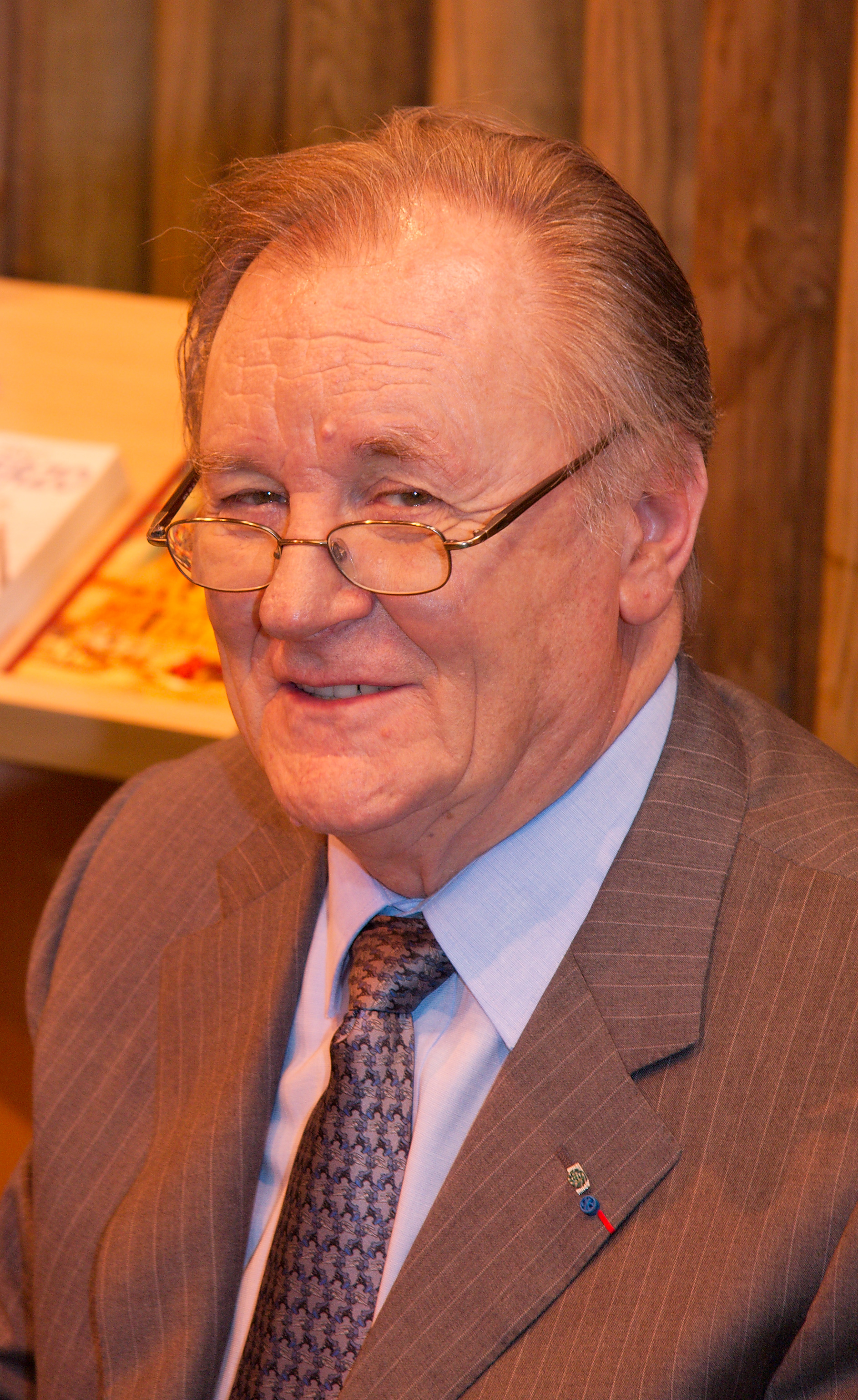
Albert Uderzo a la Fira del Llibre 2008.

Com sovint des de la desaparició de René Goscinny, la crítica dels àlbums en solitari d'Albert Uderzo afirmen que són menys bons. L'àlbum comença amb un prefaci on Uderzo respon a aquestes crítiques, molt presents sobre l'anterior àlbum El cel ens cau al damunt. L'autor acomoda els seus comptes, però per tot això, aquest trenta-quatre àlbum no satisfà els seguidors de la sèrie. L'aniversari d'Astèrix i Obèlix no és una història sencera, sinó una successió de contes que celebren els 50 anys de l'heroi, que el situarien més en els àlbums especials.
Aquest és l'últim àlbum signat per Albert Uderzo. A partir de l'àlbum que seguirà, Astèrix i els pictes (2013), les aventures d'Astèrix les signaran Jean-Yves Ferri i Didier Conrad, encara que Uderzo hi participarà o tindrà dret d'inspecció encara sobre els quatre àlbums següents.